# Amblyscartidia dariona
Amblyscartidia dariona är en insektsart som beskrevs av Young 1977. Amblyscartidia dariona ingår i släktet Amblyscartidia och familjen dvärgstritar. Inga underarter finns listade i Catalogue of Life.